# Часи змінилися (фільм, 1923)
Часи змінилися (англ. Times Have Changed) — американська кінокомедія режисера Джеймса Флуда 1923 року.

## У ролях
- Вільям Расселл — Марк O'Релл
- Мейбл Жюльєнна Скотт — Марджорі
- Чарльз Вест — Ел Кілі
- Марта Меттокс — тітка Корделія
- Едвін Б. Тілтон — дядько Хінтон
- Джордж Еткінсон — кузен Фелікс
- Алі Рей — Ірен Лерд
- Дік Ла Рено — Джим Фінер
- Гас Леонард — Гейб Гуч
- Джек Кертіс — Брудний Ден